# Nghi Châu
Nghi Châu (tiếng Tráng: Yizcouh Gih, chữ Hán giản thể: 宜州区, bính âm: Yízhōu, âm Hán Việt: Nghi Châu khu) là một quận thuộc địa cấp thị Hà Trì, khu tự trị dân tộc Choang Quảng Tây, Cộng hòa Nhân dân Trung Hoa. Tên cũ của Nghi Châu là Nghi Sơn, là cố hương của Lưu Tam Tả (刘三姐), một nàng tiên ca hát trong truyền thuyết của dân tộc Choang. Quận Nghi Châu nằm ở hai bên bờ của Long Giang. Về mặt giao thông, có tuyến đường sắt Tương Quế và quốc lộ 323 chạy qua. Về phía bắc và tây, quận này giáp các huyện La Thành, Hoàn Giang, Đô An (đều cùng một địa cấp thị). Phía đông và nam giáp với hai địa cấp thị Liễu Châu và Lai Tân.

## Phân chia hành chính
Nghi Châu chia ra thành 9 trấn, 5 hương và 2 hương dân tộc.
- Trấn: Khánh Viễn, Tam Xóa, Lạc Tây, Hoài Viễn, Đức Thắng, Thạch Biệt, Bắc Sơn, Lưu Tam Tả, Lạc Đông.
- Hương: Tường Bối, Bình Nam, Đồng Đức, An Mã, Long Đầu.
- Hương dân tộc: Phúc Long Dao tộc, Bắc Nha Dao tộc.